# Tapacul de Panamà
El tapacul de Panamà (Scytalopus panamensis) és una espècie d'ocell de la família dels rinocríptids (Rhinocryptidae).

## Hàbitat i distribució
Viu al sotabosc dels boscos de muntanya a la llarga de la frontera entre Colòmbia i Panamà.